# Индианци в САЩ
Индианци в САЩ или коренно население на САЩ са индианци от различни племена, живеещи на територията на САЩ, както и ескимоси, алеути и хавайци. Числеността на коренните обитатели намалява значително в процеса на колонизация на Америка и достига демографска катастрофа. По данни от преброяване на населението от 2010 г. в САЩ живеят над пет милиона индианци и техни потомци (около 1,6 процента от населението).